# Coate Water Diving Platform

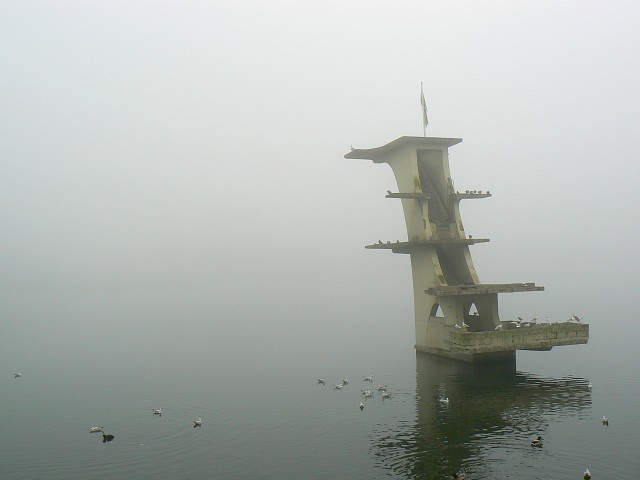
Coate Water Diving Platform

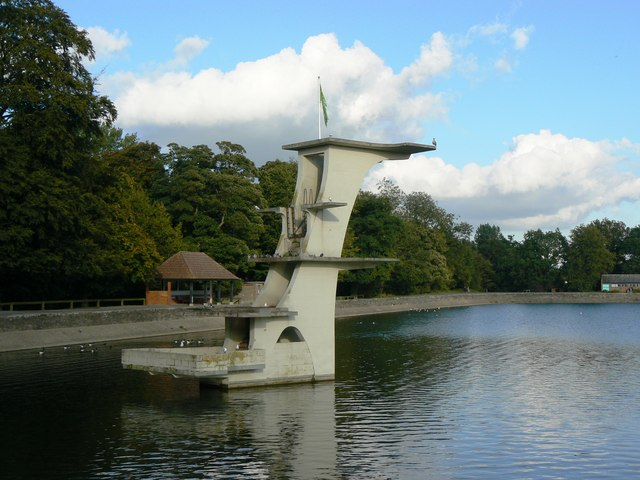
Die Water Diving Platform

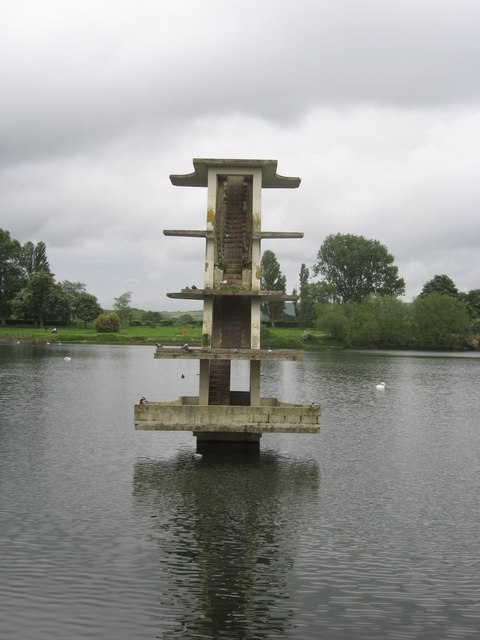
Ansicht von hinten

Die Coate Water Diving Platform ist ein denkmalgeschützter Sprungturm im Coate Water Country Park in Swindon im Südwesten Englands. Das seit November 2013 als Listed Building Grade II geschützte Bauwerk entstand 1935 im Stil des Art déco und ist einer von noch vier bestehenden Sprungtürmen der Zwischenkriegsperiode in England.

## Baugeschichte
Entworfen wurde der Sprungturm vom damaligen Borough Surveyor Swindons, JBL Thompson. Die Stadt eröffnete ihn am 22. Juni 1935. Die Stadt Swindon hatte den See um 1900 erworben und baute ihn seitdem als Naherholungsgebiet für die Bevölkerung der Stadt aus. 1921 entstand so auch ein erster hölzerner Sprungturm. Anfang der 1930er entstanden Badeanlagen im Art-Deco-Stil, an die sich der neue Sprungturm anpassen sollte.
Anders als die meisten anderen Sprungtürme der Zeit entstand er nicht in einem Schwimmbad, sondern in einem Stausee. Ursprünglich hatte eine Gesellschaft das Coate-Water-Staubecken in den frühen 1820er-Jahren errichtet, um mit den Zuflüssen des Dorcan den Wasserstand eines angrenzenden Kanals zu regulieren. Nach dem Bedeutungsverlust der britischen Kanäle Anfang des 20. Jahrhunderts erwarb das Swindon Borough Council das Areal und gestaltete es für Freizeitzwecke seiner Bürger um. Beton begann sich damals gerade erst als Material für Sprungtürme durchzusetzen. Ältere Türme waren meist aus Holz gefertigt. Die Konstruktion in Stahlbeton ermöglichte eine ausladendere und damit für die Springer auch wesentlich sicherere Konstruktion als dies bei Holz möglich gewesen wäre.
Bei der Eröffnung gab unter anderem die Springerin Cicely Cousins eine Demonstration von „fancy diving“. Im weiteren Verlauf des Jahres wurde sie dann nationale Meisterin im Turmspringen.
Bis in die 1950er Jahre hinein fanden auf dem Sprungturm sowohl lokale wie auch nationale Wettbewerbe im Wasserspringen statt. Seit 1958 ist das Baden im See verboten, der Sprungturm seitdem außer Betrieb. Um Vandalismus vorzubeugen, wurden die Einstiege auf die Plattform mittlerweile zugemauert. Der Sprungturm ist noch weitgehend intakt. Einzig die Geländer fehlen mittlerweile.
Die Aufnahme als Listed Building erfolgte 2013. Grund dafür war auch eine Kampagne der Swindoner Bewohnerin Sophie Hart, die diese unter anderem auf Facebook gestartet hatte.

## Bau
Der Sprungturm wurde aus Stahlbeton gefertigt. Er besitzt sowohl feste Sprungplattformen wie auch flexible Sprungbretter. Der nach vorne geneigte Turm enthält eine zentrale Leiter, von der aus die fünf Sprungplattformen zugänglich sind. Die oberste Plattform befindet sich, abhängig vom Wasserstand, etwa zehn Meter über dem Wasserspiegel. Die Plattformen sind in verschiedenen Formen und Dicken gefertigt, um verschiedene Arten des Wasserspringens zu ermöglichen. Auf der obersten Plattform befindet sich ein Fahnenmast. Die ursprünglich einfachen Geländer, die jede Plattform umschlossen, sind mittlerweile verschwunden. Der Einstieg erfolgte am Fuß des Turms durch zwei seitliche Bögen, die mittlerweile mit Betonsteinen verschlossen sind. Ebenso bekam die unterste Plattform eine Brüstung aus Beton.
Beim Bau orientierte sich Thompson an den Sicherheitsvorgaben der Fédération Internationale de Natation (FINA), was damals den höchsten möglichen Sicherheitsstandards entsprach. Die einzelnen Sprungbretter sind seitlich versetzt, so dass über jedem einzelnen Brett ausreichend Kopffreiheit gewährleistet ist. Die verschiedenen Höhen der Sprungbretter stellen sicher, dass auch bei den wechselnden Wasserständen innerhalb des Sees Springen jederzeit möglich war.
Historic England beschreibt den Bau in seiner Begründung für den Denkmalschutz als „elegantes, freitragendes Design, konstruiert mit Hilfe der neuesten technischen Innovation, um ein optimales Springen zu gewährleisten.“